# Francesco Acciaioli Đệ Nhất

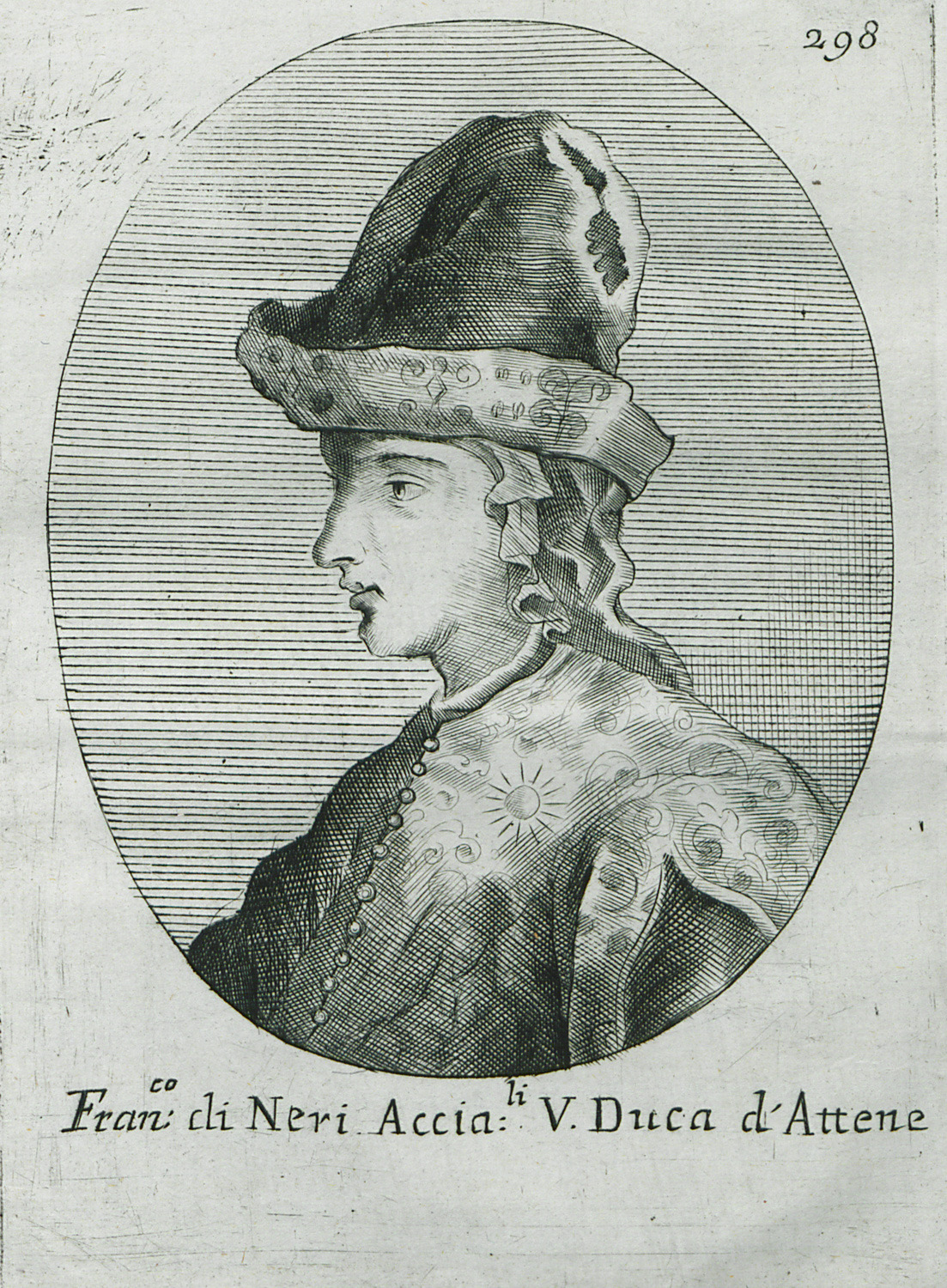
Francesco Acciaioli Đệ Nhất

Francesco Acciaioli Đệ Nhất là con trai của Nerio II Acciaioli cùng người vợ thứ hai Chiara Zorzi. Trong ngày chết của cha mình vào năm 1451, ông đã trở thành Công tước Athens dưới quyền nhiếp chính của mẹ mình.
Mẹ ông kết hôn với người Venice Bartolomeo Contarini (1453). Tuy nhiên, Mehmet II, vương quốc Ottoman, đã can thiệp vào sự khăng định của người dân thay mặt cho công tước trẻ Francis và triệu tập Bartolommeo và Chiara tới tòa án của ông ta tại Adrianople. Một Acciaioli khác, Francesco II, được gửi đến Athens với tư cách là công tước của Thổ Nhĩ Kỳ. Rõ ràng, công dân đã tưởng lầm hai người yêu nhau làm ảnh hưởng đến công tước trẻ, đối với sự an toàn của bọn họ làm họ lo lắng. Cô gái trẻ Francesco I vẫn ở tòa án của vương quốc Ottoman.